# Szwajcaria na Letnich Igrzyskach Olimpijskich Młodzieży 2010
Szwajcarię na Letnich Igrzyskach Olimpijskich Młodzieży 2010 w Singapurze reprezentowało 22 sportowców w 10 dyscyplinach.

## Skład kadry

### Gimnastyka

#### Gimnastyka artystyczna
- Nadia Baeriswyl
- Oliver Hegi

#### Gimnastyka na trampolinie
- Simone Scherer

### Jeździectwo
- Martin Fuchs

### Kolarstwo
- Linda Indergand
- Marc Schaerli
- Michael Stuenzi
- Romain Tanniger

### Lekkoatletyka
- Nathalie Meier
- Andrina Schlaepfer
- Noemi Zbaeren

### Łucznictwo
- Axel Muller

### Pływanie
- Yannick Kaeser
- Annick Van Westendorp
- Danielle Villars

### Strzelectwo
- Eliane Dohner
- Jan Lochbihler
- Jasmin Mischler

### Szermierka
- Pauline Brunner

### Wioślarstwo
- Augustin Maillefer

### Żeglarstwo
- Alexandra Rayroux
- Sebastien Schneiter